# قائمة إصدارات الطوابع في العراق (1941-1950)
هذه قائمة بإصدارات الطوابع في العراق للفترة 1941-1950:

## 1941
إصدار معالم العراق صدر خلال الفترة 1941 - 1947.
| #   | تاريخ الإصدار | الوصف                                                | الصورة | القيمة    | الأبعاد     |
| --- | ------------- | ---------------------------------------------------- | ------ | --------- | ----------- |
| 97  | 1 نيسان 1941  | صورة ضريح الست زبيدة والمنارة المخروطية بلون أرجواني |        | 1 فلس     | غير متوفر   |
| 98  | 1 نيسان 1941  | صورة ضريح الست زبيدة والمنارة المخروطية بلون بني     |        | 2 فلسان   | غير متوفر   |
| 99  | 1 نيسان 1941  | صورة المقبرة الملكية في الأعظمية بلون أخضر           |        | 3 فلوس    | 28*24 ملم   |
| 100 | 1 نيسان 1941  | صورة المقبرة الملكية في الأعظمية بلون بنفسجي         |        | 4 فلوس    | 28*24 ملم   |
| 101 | 1 نيسان 1941  | صورة المقبرة الملكية في الأعظمية بلون أحمر غامق      |        | 5 فلوس    | غير متوفر   |
| 102 | 1 نيسان 1941  | صورة أسد بابل بلون برتقالي                           |        | 8 فلوس    | غير متوفر   |
| 103 | 1 نيسان 1941  | صورة أسد بابل بلون أحمر                              |        | 8 فلوس    | غير متوفر   |
| 104 | 1 نيسان 1941  | صورة أسد بابل بلون برتقالي بني                       |        | 10 فلوس   | غير متوفر   |
| 105 | 1 نيسان 1941  | صورة أسد بابل بلون وردي محمر                         |        | 10 فلوس   | غير متوفر   |
| 106 | 1 نيسان 1941  | صورة أسد بابل بلون أزرق                              |        | 15 فلسا   | غير متوفر   |
| 107 | 1 نيسان 1941  | صورة أسد بابل بلون أسود                              |        | 15 فلسا   | غير متوفر   |
| 108 | 1 نيسان 1941  | صورة أسد بابل بلون أسود                              |        | 20 فلسا   | 26*22 ملم   |
| 109 | 1 نيسان 1941  | صورة أسد بابل بلون أزرق رمادي                        |        | 20 فلسا   | 26*22 ملم   |
| 110 | 1 نيسان 1941  | صورة ملوية سامراء بلون أرجواني                       |        | 25 فلسا   | غير متوفر   |
| 111 | 1 نيسان 1941  | صورة ملوية سامراء بلون برتقالي محمر                  |        | 30 فلسا   | غير متوفر   |
| 112 | 1 نيسان 1941  | صورة ملوية سامراء بلون بني                           |        | 40 فلسا   | 21.5*26 ملم |
| 113 | 1 نيسان 1941  | صورة ملوية سامراء بلون أزرق لازوردي                  |        | 50 فلسا   | غير متوفر   |
| 114 | 1 نيسان 1941  | صورة ملوية سامراء بلون بنفسجي محمر                   |        | 75 فلسا   | غير متوفر   |
| 115 | 1 نيسان 1941  | صورة آبار النفط بلون زيتوني                          |        | 100 فلسا  | غير متوفر   |
| 116 | 1 نيسان 1941  | صورة آبار النفط بلون برتقالي محمر                    |        | 200 فلسا  | غير متوفر   |
| 117 | 1 نيسان 1941  | صورة ضريح العسكريين في سامراء بلون أزرق              |        | نصف دينار | غير متوفر   |
| 118 | 1 نيسان 1941  | صورة ضريح العسكريين في سامراء بلون أخضر مزرق         |        | دينار     | غير متوفر   |

## 1942
إصدار الملك فيصل الثاني وهو طفل صغير:
| #   | تاريخ الإصدار | الوصف                                                       | الصورة | القيمة | الأبعاد   |
| --- | ------------- | ----------------------------------------------------------- | ------ | ------ | --------- |
| 119 | 9 شباط 1942   | صورة الملك فيصل الثاني طفلا بلون بني داكن مع إطار بنفسجي    |        | 1 فلس  | 22*25 ملم |
| 120 | 9 شباط 1942   | صورة الملك فيصل الثاني طفلا بلون بني داكن مع إطار أخضر      |        | 2 فلس  | غير متوفر |
| 121 | 9 شباط 1942   | صورة الملك فيصل الثاني طفلا بلون بني داكن مع إطار أزرق      |        | 3 فلس  | غير متوفر |
| 122 | 9 شباط 1942   | صورة الملك فيصل الثاني طفلا بلون بني داكن مع إطار بني       |        | 4 فلس  | غير متوفر |
| 123 | 9 شباط 1942   | صورة الملك فيصل الثاني طفلا بلون بني داكن مع إطار أخضر غامق |        | 5 فلس  | غير متوفر |
| 124 | 9 شباط 1942   | صورة الملك فيصل الثاني طفلا بلون بني داكن مع إطار أحمر      |        | 6 فلس  | غير متوفر |
| 125 | 9 شباط 1942   | صورة الملك فيصل الثاني طفلا بلون بني داكن مع إطار وردي      |        | 10 فلس | 22*25 ملم |
| 126 | 9 شباط 1942   | صورة الملك فيصل الثاني طفلا بلون بني داكن مع إطار ليموني    |        | 12 فلس | 22*25 ملم |

## 1948
إصدار الملك فيصل الثاني وهو ولد يافع وقد صدر للفترة 1948 - 1950:

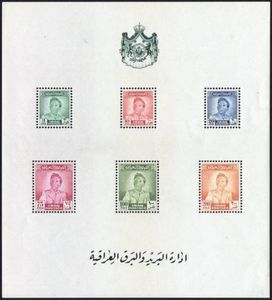
بطاقة بريدية عراقية تحتوي على عدة طوابع فيها صورة الملك فيصل الثاني وهو ولد يافع.

| #   | تاريخ الإصدار        | الوصف                                                 | الصورة | القيمة    | الأبعاد   |
| --- | -------------------- | ----------------------------------------------------- | ------ | --------- | --------- |
| 127 | 15 كانون الثاني 1948 | صورة الملك فيصل الثاني وهو ولد يافع بلون أزرق رمادي   |        | 1 فلس     | 21*24 ملم |
| 128 | 15 كانون الثاني 1948 | صورة الملك فيصل الثاني وهو ولد يافع بلون بني داكن     |        | 2 فلسان   | 21*24 ملم |
| 129 | 15 كانون الثاني 1948 | صورة الملك فيصل الثاني وهو ولد يافع بلون أخضر         |        | 3 فلوس    | 21*24 ملم |
| 130 | 15 كانون الثاني 1948 | صورة الملك فيصل الثاني وهو ولد يافع بلون أرجواني      |        | 4 فلوس    | 21*24 ملم |
| 131 | 15 كانون الثاني 1948 | صورة الملك فيصل الثاني وهو ولد يافع بلون بنفجسي محمر  |        | 5 فلوس    | 21*24 ملم |
| 132 | 15 كانون الثاني 1948 | صورة الملك فيصل الثاني وهو ولد يافع بلون بنفجسي وردي  |        | 6 فلوس    | 21*24 ملم |
| 133 | 15 كانون الثاني 1948 | صورة الملك فيصل الثاني وهو ولد يافع بلون بني مصفر     |        | 8 فلوس    | 21*24 ملم |
| 134 | 15 كانون الثاني 1948 | صورة الملك فيصل الثاني وهو ولد يافع بلون أحمر كارمن   |        | 10 فلوس   | 21*24 ملم |
| 135 | 15 كانون الثاني 1948 | صورة الملك فيصل الثاني وهو ولد يافع بلون زيتوني غامق  |        | 12 فلسا   | 21*24 ملم |
| 136 | 15 كانون الثاني 1948 | صورة الملك فيصل الثاني وهو ولد يافع بلون زيتوني       |        | 14 فلسا   | 23*22 ملم |
| 137 | 15 كانون الثاني 1948 | صورة الملك فيصل الثاني وهو ولد يافع بلون أسود         |        | 15 فلسا   | 21*24 ملم |
| 138 | 15 كانون الثاني 1948 | صورة الملك فيصل الثاني وهو ولد يافع بلون أزرق رمادي   |        | 20 فلسا   | 21*24 ملم |
| 139 | 15 كانون الثاني 1948 | صورة الملك فيصل الثاني وهو ولد يافع بلون بنفجسي       |        | 25 فلسا   | 21*24 ملم |
| 140 | 15 كانون الثاني 1948 | صورة الملك فيصل الثاني وهو ولد يافع بلون برتقالي محمر |        | 30 فلسا   | 21*24 ملم |
| 141 | 15 كانون الثاني 1948 | صورة الملك فيصل الثاني وهو ولد يافع بلون بني برتقالي  |        | 40 فلسا   | 21*24 ملم |
| 142 | 15 كانون الثاني 1948 | صورة الملك فيصل الثاني وهو ولد يافع بلون أزرق رمادي   |        | 50 فلسا   | 26*31 ملم |
| 143 | 15 كانون الثاني 1948 | صورة الملك فيصل الثاني وهو ولد يافع بلون أزرق غامق    |        | 60 فلسا   | 26*31 ملم |
| 144 | 15 كانون الثاني 1948 | صورة الملك فيصل الثاني وهو ولد يافع بلون وردي         |        | 75 فلسا   | 26*31 ملم |
| 145 | 15 كانون الثاني 1948 | صورة الملك فيصل الثاني وهو ولد يافع بلون زيتوني       |        | 100 فلس   | 26*31 ملم |
| 146 | 15 كانون الثاني 1948 | صورة الملك فيصل الثاني وهو ولد يافع بلون برتقالي محمر |        | 200 فلس   | 26*31 ملم |
| 147 | 15 كانون الثاني 1948 | صورة الملك فيصل الثاني وهو ولد يافع بلون أزرق         |        | نصف دينار | 26*31 ملم |
| 148 | 15 كانون الثاني 1948 | صورة الملك فيصل الثاني وهو ولد يافع بلون أخضر زمردي   |        | 1 دينار   | 26*31 ملم |

## 1949

### إصدارات البريد الجوي
إصدار البريد الجوي صدر عام 1949.
| #   | تاريخ الإصدار | الوصف | الصورة | القيمة  | الأبعاد   |
| --- | ------------- | --- | ------ | ------- | --------- |
| 149 | 1 شباط 1949   | صورة "المحفوظة" وهي من طائرات الخطوط الجوية العراقية الأولى وهي من طراز فيكرز في سي 1 فايكنغ والطابع بلون أخضر زمردي   |        | 3 فلوس  | 27*22 ملم |
| 150 | 1 نيسان 1949  | صورة "المحفوظة" وهي من طائرات الخطوط الجوية العراقية الأولى وهي من طراز فيكرز في سي 1 فايكنغ والطابع بلون أرجواني محمر |        | 4 فلوس  | 27*22 ملم |
| 151 | 1 نيسان 1949  | صورة "المحفوظة" وهي من طائرات الخطوط الجوية العراقية الأولى وهي من طراز فيكرز في سي 1 فايكنغ والطابع بلون بني محمر     |        | 5 فلوس  | 27*22 ملم |
| 152 | 1 نيسان 1949  | صورة "المحفوظة" وهي من طائرات الخطوط الجوية العراقية الأولى وهي من طراز فيكرز في سي 1 فايكنغ والطابع بلون كارمن        |        | 10 فلوس | غير متوفر |
| 153 | 1 نيسان 1949  | صورة "المحفوظة" وهي من طائرات الخطوط الجوية العراقية الأولى وهي من طراز فيكرز في سي 1 فايكنغ والطابع بلون أزرق         |        | 20 فلسا | 26*21 ملم |
| 154 | 1 نيسان 1949  | صورة "المحفوظة" وهي من طائرات الخطوط الجوية العراقية الأولى وهي من طراز فيكرز في سي 1 فايكنغ والطابع بلون برتقالي      |        | 35 فلسا | غير متوفر |
| 155 | 1 نيسان 1949  | صورة "المحفوظة" وهي من طائرات الخطوط الجوية العراقية الأولى وهي من طراز فيكرز في سي 1 فايكنغ والطابع بلون زيتوني       |        | 50 فلسا | 35*26 ملم |
| 156 | 1 نيسان 1949  | صورة "المحفوظة" وهي من طائرات الخطوط الجوية العراقية الأولى وهي من طراز فيكرز في سي 1 فايكنغ والطابع بلون بنفسجي       |        | 100 فلس | 35*26 ملم |

### إصدارات الذكرى 75 لاتحاد البريد العالمي
إصدار الذكرى 75 لاتحاد البريد العالمي، صدر عام 1949.

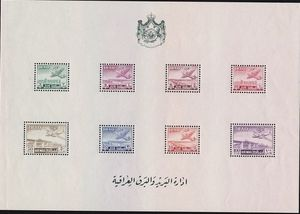
بطاقة بريدية تحتوي عل ثمانية طوابع عراقية.

| #   | تاريخ الإصدار       | الوصف | الصورة | القيمة  | الأبعاد   |
| --- | ------------------- | --- | ------ | ------- | --------- |
| 157 | 1 تشرين الثاني 1949 | صورة رجل يمتطي حصانا وصورة الملك غازي الأول مؤطرة في زاوية الطابع والطابع بلون أزرق فاتح                                    |        | 20 فلسا | غير متوفر |
| 158 | 1 تشرين الثاني 1949 | صورة تمثال الملك فيصل الأول وهو يمتطي حصانا في بغداد وصورة الملك فيصل الأول مؤطرة في زاوية الطابع والطابع بلون برتقالي محمر |        | 40 فلسا | غير متوفر |
| 159 | 1 تشرين الثاني 1949 | صورة الملك فيصل الثاني مؤطرة في يمين الطابع وشعار اتحاد البريد العالمي في يسار الطابع والطابع بلون بنفسجي                   |        | 50 فلسا | 35*26 ملم |